# كونيموند ملك الغبيديين
كونيموند (توفي 567) كان آخر ملوك الغبيديين حيث توفي بعد هزيمتهم أمام اللومبارد. تزوجت ابنته روزاموند من ألبوين ملك اللومبارد